# Хідішелу-де-Жос
Хідішелу-де-Жос (рум. Hidișelu de Jos) — село у повіті Біхор в Румунії. Входить до складу комуни Хідішелу-де-Сус.
Село розташоване на відстані 420 км на північний захід від Бухареста, 16 км на південний схід від Ораді, 120 км на захід від Клуж-Напоки, 145 км на північний схід від Тімішоари.

## Населення
За даними перепису населення 2002 року у селі проживали 618 осіб, з них 614 осіб (99,4%) румунів. Рідною мовою 614 осіб (99,4%) назвали румунську.